# 바얀 예센타예바
바얀 막삿크즈 예센타예바(카자흐어: Баян Мақсатқызы Есентаева, 러시아어: Баян Максатовна Есентаева 바얀 막산토브나 예센타예바[*], 1974년 1월 9일 ~ )은 카자흐스탄의 가수, 배우이다.